# ‘Etuate Lavulavu
‘Etuate Sugalu Lavulavu est un homme politique tongien, condamné à plusieurs reprises pour des actes de fraude et de corruption.
De 1978 à 1981, il travaille comme missionnaire mormon en Polynésie française, aux îles Cook et en Nouvelle-Zélande. Parallèlement, de 1979 à 1980, il enseigne dans une école secondaire mormone à Neiafu, aux Tonga. Dans les années 1980, il étudie à Hawaii et dans l'Utah. Il déclare être titulaire d'un Master en Éducation obtenu dans l'Utah (sans plus de précision) en 1990, mais ce diplôme n'est pas reconnu par les autorités publiques tongiennes, qui estiment qu'il provient d'une institution « factice ». Il travaille en association avec l'Église mormone dans l'Utah dans les années 1990. En 1997, les autorités de l'Utah lancent un mandat d'arrêt à son encontre, l'accusant d'avoir orchestré avec son frère l'accès à de faux certificats de naissance pour plus de soixante résidants tongiens dans l'Utah, afin qu'ils puissent obtenir frauduleusement la nationalité américaine. Lavulavu ayant déjà quitté le pays pour retourner aux Tonga, il n'est pas arrêté.
En 2000, il fonde l'Institut royal ʻUnuaki ʻo Tonga, institut d'études supérieures aux Tonga,. En 2002, il est élu député sans étiquette à l'Assemblée législative des Tonga, représentant la circonscription de Vavaʻu. Il se fait remarquer pour des propos xénophobes à l'encontre des Néo-Zélandais, proposant qu'ils soient collectivement interdits de séjour aux Tonga, et qualifiant des journalistes du New Zealand Herald de « déchets blancs » ("white trash").
Président du club de rugby à XV de Vavaʻu depuis 1998, il organise néanmoins en 2003 un match pour ses joueurs en Nouvelle-Zélande. Treize des joueurs se dispersent dans la communauté, refusant de quitter le pays, souhaitant rester en Nouvelle-Zélande. L'un des organisateurs du voyage avouera par la suite que l'objectif était de permettre à ces hommes d'entrer en Nouvelle-Zélande pour y rester. Lavulavu, pour sa part, rejoint ensuite les États-Unis pour y visiter de la famille. À son arrivée dans l'Utah en octobre, il est arrêté, conformément au mandat d'arrêt prononcé en 1997. Il est reconnu coupable de fraude, condamné à payer $5 000 pour les frais de l'affaire, et relâché, ayant déjà purgé vingt-et-un jours de détention entre son arrestation et l'attente de son procès. Les chefs d'accusation de fraudes plus graves à son encontre n'aboutissent pas à une condamnation, faute de témoins sept ans après l'affaire.
De retour aux Tonga, il perd son siège aux élections de 2005, mais le retrouve à celles de 2008. Il le perd à nouveau en 2010, et le retrouve en 2014. Il se joint alors à quatre autres députés sans étiquette pour conférer une majorité parlementaire au Parti démocrate, et permettre à ʻAkilisi Pohiva de former un gouvernement. Il reçoit en contrepartie, le 30 décembre, le poste de ministre des Infrastructures et des Travaux publics. Le 29 janvier 2016, Lavulavu est reconnu coupable par la justice de trois actes de corruption durant la campagne électorale de 2014 ; il est également coupable d'avoir dépensé sept fois plus d'argent que le seuil légal pour sa campagne. En conséquence, il perd son siège de député, et son ministère.
Son épouse ‘Akosita Lavulavu est élue à son siège vacant de député et, en octobre 2019, elle devient à son tour ministre des Infrastructures et du Tourisme, dans le gouvernement Tuʻiʻonetoa. Début juin 2021, les époux sont reconnus coupables de fraude. Lorsqu'ils étaient propriétaires et gérants d'une école, ils avaient menti pendant trois ans pour obtenir l'équivalent de 205 000 € de financement public, qu'ils avaient empoché personnellement alors que l'école n'avait pas même d'eau courante. Ils avaient ensuite tenté de corrompre un témoin en amont de leur procès,. ‘Etuate Lavulavu et son épouse sont chacun condamnés à six ans de prison ferme.